# Ɡ̴
Cette page contient des caractères spéciaux ou non latins. S’ils s’affichent mal (▯, ?, etc.), consultez la page d’aide Unicode.
Le g tilde inscrit ou g tilde médian, ɡ̴ ou g̴, est un symbole de l’alphabet phonétique international. Il est composé d’un ɡ cursif ‹ ɡ ›, ou d’un simple g, diacrité d’un tilde médian.

## Utilisation
Dans l’alphabet phonétique international, [ɡ] représente une consonne occlusive vélaire voisée vélarisée ou pharyngalisée, respectivement aussi représentée par [ɡˠ] et [ɡˤ].
Christophe Pereira utilise dans une description du parler arabe lybien de Tripoli.
Igor Younes utilise le g̴ dans une description du parler des bédouins ʾAbu ʿĪd au Liban, par exemple pour la transcription de g̣āḷ [g̴ɐːɫ] « il a dit », daḥḥag̣ [dɑħħɑg̴] « il a regardé », mɨng̣aḷa [mɨng̴ɑɫɑ] « jeu se jouant avec des pierres et ressemblant aux échecs ».

## Représentations informatiques
Le g tilde médian peut être représentée avec les caractères Unicode (latin étendu – 1, alphabet phonétique international, diacritiques) suivants :
| formes    | représentations | chaînes de caractères | points de code | descriptions                                              | notes |
| --------- | --------------- | --------------------- | -------------- | --------------------------------------------------------- | --- |
| minuscule | g̴               | g◌̴                    | U+0067 U+0334  | lettre minuscule latine g diacritique tilde médian        | L’API utilise traditionnellement le g cursif U+0261, mais permet d’utiliser la lettre g U+0067 comme alternative. |
| minuscule | ɡ̴               | ɡ◌̴                    | U+0261 U+0334  | lettre minuscule latine g cursif diacritique tilde médian | |